# Old Surehand

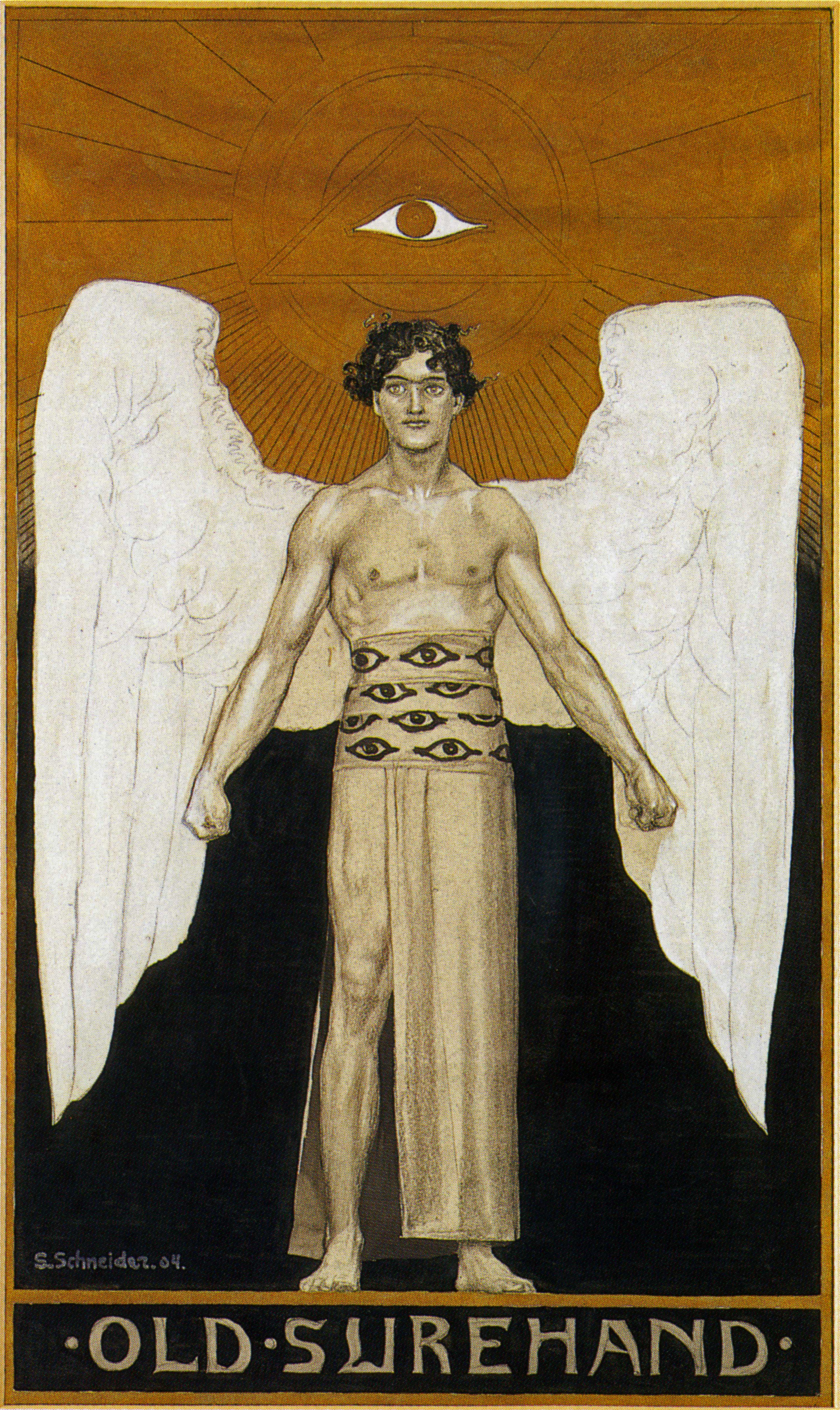
Vazba knihy s kresbou od Saschy Schenidera z roku 1904

Old Surehand (1894–1896) je poměrně rozsáhlý třídílný dobrodružný román německého spisovatele Karla Maye. Titulním hrdinou románu je zálesák a slavný lovec Old Surehand, jehož válečné jméno znamená v překladu „Jistá ruka“ (dostal jej díky svému mistrovství ve střelbě) a počáteční „Old“ je přidáno, protože to May považoval za typicky americké a navíc symbolizující, že hrdina je zkušený, protřelý, či zasloužilý.

## Obsah románu

### I. díl
Vypravěč románu, zálesák Old Shatterhand jede společně se svým pokrevním bratrem apačským náčelníkem Vinnetouem na pomoc svému příteli Bloody Foxovi (postava z románu Karla Maye Duch Llana Estacada), kterého chtějí v jeho oáze uprostřed pouště Llano Estacado přepadnout Komančové. Toto přepadení a potrestání Komančů tvoří také hlavní zápletku prvního dílu románu. Na cestě osvobodí z rukou Komančů zajatého Old Surehanda, což je muž, jehož dřívější život je zahalen jakýmsi tajemstvím, a který stále pátrá po jednom zločinci, který mu nějakým způsobem velice ublížil. K výpravě na pomoc Bloody Foxovi se ale pochopitelně připojí.
Na cestě za Bloody Foxem se Old Shatterhand také seznámí s „králem kovbojů“, již devadesátiletým zálesákem, zvaným podle své vrávoravé chůze Old Wabble (něco jako Starý vrávora). Ten nejprve vystupuje jako Old Shatterhandův přítel. Když se však později ukáže jeho nezodpovědnost, se kterou přivádí své přátele do nebezpečí, chce se s ním Old Shatterhand rozejít. To Old Wabble, který se navíc projeví jako cynický bezvěrec, velice těžce nese a stane se Old Shatterhandovým nepřítelelem. V tom ho podporuje padouch, který se vydává za generála a se kterým Old Wabble ukradne Old Shatterhandovi a Vinnetouovi (pochopitelně neúspěšně) jejich zbraně. Na konci prvního dílu odjíždí Old Surehand se svým novým přítelem, komančským náčelníkem Apanačkou, který jako jediný ze zajatých Komančů projevil svou statečnost a poctivost, stíhat svého dávného nepřítele, o němž mu řekl falešný generál.

### II. díl
Druhý díl románu nerozvíjí další děj knihy, je to vlastně jakási antologie dříve napsaných Mayových povídek. Bývá proto v mnoha vydáních podstatně krácen a Old Surehand je tak vydáván jen ve dvou dílech (viz dále). Jde o rámcové vyprávění, ve kterém Old Shatterhand navštíví Jefferson City, hlavní město státu Missouri, kde se může dozvědět současné místo pobytu Old Surehanda. Ubytuje se v podniku U matky Thickové a večer si vyslechne celou řadu zálesáckých historek, vlastně povídek, kterými Karel May tento díl vyplnil. Jedná se:
- o povídky vytvářející cyklus Kanadský Bill (Der Kanada-Bill), tj. Three carde monte (původně 1979) a Zmrtzýchvstání (původně 1878,  Tode erstanden),
- o novelu Korzár, resp. Pirát (Ein Korsar), což není nic jiného než upravená část románu Zajati na moři ((Auf der See gefangen), který Karel May napsal v letech 1877–1878,
- o povídku Mluvící kůže (1886, Das sprechende Leder, resp. Unter der Windhose),
- a o část Mayova kolportážního románu Lesní Růže (1882–1884), uvedenou zde pod názvem Královský poklad (Der Königsschatz).

Teprve poslední kapitola tohoto dílu, ve které se Old Shatterhand setká se zálesáky Dickem Hammerdullem a Pittem Holbersem, posouvá děj knihy kupředu. Oba lovci jsou totiž okradeni falešným generálem z prvního dílu. Když Old Shatterhand zjistí, že padouši prchají stejným směrem, kterým jede i Old Surehand, vydává se s Vinnetouem a s oběma okradenými zálesáky po jejich stopě. Cestou narazí na nenávistného Old Wabbla, který se dokonce pokusí Old Shatterhanda zastřelit.

### III. díl
Ve třetím díle se postupně odkrývají záhady, týkající se Old Surehandova života. Dozvídáme se, že Old Surehand již dlouhou dobu marně hledá svou indiánskou matku a bratra. Matka Old Surehanda byla provdána za bělocha a byla společně s ním neprávem odsouzena za penězokazectví. Podařilo se jí uprchnout z vězení, zatímco její manžel ve vězení zemřel. Mezitím se jí ale ztratily její dvě děti. Old Shatterhand odhalí, že původcem falešného obvinění z penězokazectví je nepravý generál z prvního dílu románu, který byl Old Surehandovou matkou odmítnut a proto se mstil. Je nalezen i Old Surehandův bratr, kterým není nikdo jiný než komančský náčelník Apanačka. Na konci románu je veškeré zlo náležitě potrestáno. Old Wabble je umučen Utahy, nejspíš na popud falešného generála, ale před smrtí se smíří s bohem. Falešný generál se zřítí do propasti a je rozdrcen pod padajícím kamením.

## Německá vydání
Jednotlivé díly románu vyšly poprvé v nakladatelství Friedrich Ernst Fehsenfeld ve Freiburgu, v rámci Mayových spisů: první díl roku 1894 jako čtrnáctý svazek sebraných spisů, druhý díl rovněž roku 1894 jako patnáctý svazek a třetí díl roku 1896 jako svazek devatenáctý.
Ale již roku 1921 vydali editoři Sebraných spisů Karla Maye z nakladatelství Karl-May-Verlag jako svazek s pořadovým číslem devatenáct knihu s názvem Kapitán Kaiman, která obsahovala všechny povídky z druhého dílu románu (kromě novely Královský poklad, namísto které byla do svazku přidána povídka Tyčkař). Jednotlivé povídky kromě Mluvící kůže vyšly pod změněnými názvy:
- Kapitán Kaiman (Kapitän Kaiman = Zajati na moři),
- Kanadský Bill (Der Kanada-Bill), rozdělený do čtyř kapitol:
  - Falešný hráč (Der Falschspieler), část povídky Three-card monte,
  - Buřič (Der Aufwiegler), další část povídky Three-card monte,
  - Žhář (Der Brandstifter, také jako Petrolej Guy Wilmerse, dokončení povídky Three-card monte,
  - Nuggetový doktor (Der Nugget-Arzt), také jako Konec Kanadského Billa, jde o povídku Zmrtvýchvstání (Von Tode erstanden).

Na toto samostatné vydání povídek z románu pak navázalo nakladatelství Karl-May-Verlag roku 1922 vydáním Old Surehanda v rámci Sebraných spisů Karla Maye jen ve dvou dílech (svazky vyšly pod pořadovým číslem čtrnáct a patnáct).

## Česká vydání
První české vydání pochází již z roku 1902, kdy román ve třech dílech vydal v překladu J. K. Landy a s ilustracemi Josefa Ulricha pražský nakladatel Josef R. Vilímek (druhé vydání ve stejné úpravě vyšlo roku 1908). Další pražský nakladatel Vojtěch Šeba vydal nejprve roku 1922 povídky z knihy Kapitán Kajman (Pirát, Bill Kanadský, Mluvící kůže, Lupič v poušti) ve svazku s názvem Pirát (překlad J. Šimon, ilustrace Karel Šimůnek) a vlastní román ve dvou dílech pak roku 1927 (původní překlad upravila J. Polanská, ilustrace Josef Ulrich).
Roku 1931 vydal román ve třech dílech v rámci tzv. Malé řady knih Karla Maye nakladatel Toužimský a Moravec, opět v překladu J. K. Landy a s ilustracemi Josefa Ulricha (jen v prvním díle je jedna ilustrace od Zdeňka Buriana). Jednotlivé díly mají následující podtituly:
- V Llanu Estacadu,
- U táborových ohňů (obsahuje povídky z cyklu Kanadský Bill a dále povídku O mluvící kůži a hladovém větru).
- V horách Skalistých.

Vydání sice je třídílné, ale rozdělení dílů neodpovídá zcela Mayovou originálu. Konec prvního dílu je přesunut do dílu druhého, ze kterého jsou vypuštěny novely Královský poklad a Pirát. Konec druhého dílu je pak tvořen počáteční kapitolou dílu třetího.
Novelu Pirát pak vydalo nakladatelství Toužimský a Moravec samostatně roku 1935 v edici S puškou a lassem pod názvem Ohnivá puška (překlad Jan Klecanda a Viktor Beneš, ilustrace Zdeněk Burian a Josef Ulrich). V tom samém překladu vyšla novela ještě roku 1940, nyní v rámci tzv. Velké řady knih Karla Maye a jen s Burianovými ilustracemi. Obě vydání nesou podtitul Sam Firegun, dobrodružství Dicka Hamerdulla a Pitta Holberse. Kromě těchto postav vystupuje v novele ještě Vinnetou.
Na další české vydání si museli čeští čtenáři počkat celých čtyřicet let, protože komunističtí cenzoři povolili román vydat až roku 1971. Tehdy román vyšel ve dvou dílech (bez povídek) v nakladatelství Albatros v překladu Vítězslava Kocourka (skrývajícího se pod pseudonymem Václav Hlouček) a s ilustracemi Zdeňka Buriana.
Povídky z originálního druhého dílu mohly opět vyjít až roku 1980, kdy v nakladatelství Olympia vyšla v překladu Františka Kafky a s ilustracemi Gustava Kruma kniha Kapitán Kajman. Na toto vydání pak nakladatelství navázalo v letech 1984–1985 vydáním dvoudílného Old Surehanda v překladu Věry Houbové a Františka Kafky a opět s ilustracemi Gustava Kruma.
Po roce 1989 vyšla nejprve roku 1990 v nakladatelství Kentaur kniha Kapitán Kajman (v překladu Františka Kafky a s ilustracemi Pavla Žiláka), roku 1991 samostatně novela Ohnivá puška (s obrázky Zdeňka Buriana) v sešitové edici nakladatelství Magnet-Press, roku 1992 dvoudílný Old Surehand v nakladatelství Albatros v překladu Vítězslava Kocourka a s ilustracemi Ervína Urbana a roku 1994 reedice Old Surehanda z nakladatelství Olympia. Roku 1996 vyšla v nakladatelství GABI z Českého Těšína samostatně novela Sam Firegun (překlad Pavel Juhász, ilustrace Milan Fibiger) a roku 2000 opět samostatně novela Ohnivá puška v obnoveném nakladatelství Toužimský a Moravec (podle vydání z roku 1940). V letech 2006 až 2010 vyšel román v šesti dílech v brněnském nakladatelství Návrat v rámci jeho projektu Souborné vydání díla Karla Maye v překladu J. K. Landy a s ilustracemi Miroslava Pospíšila. Roku 2019 vyšel opět dvoudílný Old Surehand v nakladatelství Toužimský a Moravec opět v překladu J. K. Landy a s ilustracemi Josefa Ulricha a s dosud nepublikovanými kresbami tužkou Jiřího Wowka v záhlaví kapitol (díly mají název V Llanu Estacadu a V horách Skalistých).